# Aquí huele a Romero
Aquí huele a Romero (Colaboraciones 1998 - 2013) es un álbum que recopila 30 colaboraciones del artista Kutxi Romero.

## Lista de canciones

### CD 1
1. Albertucho - Piltrafilla
2. Barricada - La balanza
3. Bocanada - Río
4. Caldito - Jartito
5. Carlos Chaouen - Corazón
6. D.A.0 - Marioneta sin cuerdas
7. Despistaos - El malo del cuento
8. Dikers - Perro callejero
9. El Vicio del Duende - Quisiera
10. Enblanco - Vida
11. En espera - Des-espera
12. Forraje - Las torres de tus lamentos
13. Gatillazo - Zona Glam
14. Gose - Hey boy!!
15. Gurú Pendejo - 1.000 Caladas

### CD 2
1. Iratxo - Carita de mentira
2. Kaxta - Los pájaros de mi cabeza
3. La Fuga - Los lunes de Octubre
4. Los bombarderos - Choreas
5. Losdelgás - La bien pagá
6. Luter - El mundo es como aparece
7. Mägo de Oz - Vodka & Roll
8. Mojinos Escozíos - Burlando la ley
9. Motxila 21 - No somos distintos
10. Mr. Fylyn - Arrecifes de humo
11. Porretas - Última generación
12. Radioplebe - Virgencita de la papa
13. Reincidentes - Romance de las piedras
14. Sínkope - El carro de la vida
15. The Vientre - Virgen de la caradura

- Datos: Q12155870